# Walentyna Semerenko
Walentyna (Walja) Olexandriwna Semerenko (ukrainisch Валентина (Валя) Олександрівна Семеренко, wiss. Transliteration Valentyna (Valja) Oleksandrivna Semerenko; * 18. Januar 1986 in Krasnopillja, Oblast Sumy, Ukrainische SSR, UdSSR) ist eine ukrainische Biathletin. In Startlisten steht sie meist mit dem Namen Valj Semerenko.

## Karriere
Walentyna Semerenko ist eine Sportlehrerin, die wie ihre ebenfalls im Weltcup aktive Zwillingsschwester Wita Semerenko seit 2003 den Biathlonsport betreibt. Seit 2005 gehört die für Dynamo Sumy startende, von Hryhorij Schamraj trainierte Athletin zum ukrainischen Nationalteam. Ihr Debüt im Biathlon-Weltcup gab sie 2005 bei einem Sprint (47.) in Osrblie. Beim Weltcup 2006 in Hochfilzen konnte sie sich im Einzelrennen erstmals und überraschend unter den ersten Zehn (7.) und damit in der Weltspitze platzieren. Bei den Olympischen Spielen 2006 wurde sie im Einzel (47.) eingesetzt. Bei der Weltmeisterschaft 2008 im schwedischen Östersund belegte sie mit der Staffel den Silberrang. Beim Weltcup 2009 in Oberhof erreichte sie mit der Staffel den ersten Weltcupsieg ihrer Karriere.
Semerenko nahm an den Olympischen Winterspielen 2010 teil. Ihr bestes Resultat war der 13. Platz im Einzel. Mit der Staffel belegte sie Rang 6. Bei den Weltmeisterschaften 2013 in Nové Město gewann sie die Bronzemedaille im Einzelwettbewerb und holte zudem Silber mit der ukrainischen Staffel. Bei den Olympischen Spielen 2014 in Sotschi gewann sie mit der Staffel die Goldmedaille. Bei Europameisterschaften ist sie seit 2015 erfolgreichste Teilnehmerin mit sechs Titeln und zehn gewonnenen Medaillen insgesamt. In der geschlechtsbereinigten Bestenliste liegt sie auf dem dritten Rang.
Bei den Weltmeisterschaften 2015 sicherte sie sich nach nur einem Fehler im Sprint die Bronzemedaille. Im Massenstart blieb sie fehlerfrei und gewann die Goldmedaille.
Semerenko ist auch im Sommerbiathlon erfolgreich. 2007 wurde sie Doppelweltmeisterin in Sprint und Verfolgung.

## Statistiken

### Weltcupsiege
Alle Siege bei Biathlon-Weltcups, getrennt aufgelistet nach Einzel- und Staffelrennen. Durch Anklicken des Symbols im Tabellenkopf sind die Spalten sortierbar.
| Nr. | Datum         | Ort              | Disziplin   |
| --- | ------------- | ---------------- | ----------- |
| 1.  | 15. Dez. 2013 | Annecy           | Verfolgung  |
| 2.  | 15. März 2015 | Kontiolahti (WM) | Massenstart |

| Nr. | Datum         | Ort        | Disziplin |
| --- | ------------- | ---------- | --------- |
| 1.  | 7. Jan. 2009  | Oberhof    | Staffel 1 |
| 2.  | 3. Jan. 2013  | Oberhof    | Staffel 2 |
| 3.  | 7. Dez. 2013  | Hochfilzen | Staffel 2 |
| 4.  | 17. Jan. 2016 | Ruhpolding | Staffel 3 |

### Weltcupstatistik
Die Tabelle zeigt alle Platzierungen (je nach Austragungsjahr einschließlich Olympische Spiele und Weltmeisterschaften).
- 1.–3. Platz: Anzahl der Podiumsplatzierungen
- Top 10: Anzahl der Platzierungen unter den ersten zehn (einschließlich Podium)
- Punkteränge: Anzahl der Platzierungen innerhalb der Punkteränge (einschließlich Podium und Top 10)
- Starts: Anzahl gelaufener Rennen in der jeweiligen Disziplin
- Staffel: inklusive Mixed- und Single-Mixed-Staffeln

| Platzierung               | Einzel | Sprint | Verfolgung | Massenstart | Staffel | Gesamt |
| ------------------------- | ------ | ------ | ---------- | ----------- | ------- | ------ |
| 1. Platz                  |        |        | 1          | 1           | 4       | 6      |
| 2. Platz                  |        |        | 1          |             | 7       | 8      |
| 3. Platz                  | 2      | 4      | 2          |             | 6       | 14     |
| Top 10                    | 12     | 19     | 19         | 9           | 54      | 113    |
| Punkteränge               | 25     | 72     | 54         | 38          | 60      | 249    |
| Starts                    | 36     | 102    | 62         | 40          | 63      | 303    |
| Stand: Saisonende 2018/19 |        |        |            |             |         |        |

### Weltmeisterschaften
Ergebnisse bei Biathlon-Weltmeisterschaften:
| Weltmeisterschaft | Weltmeisterschaft | Einzel | Sprint | Verfolgung | Massenstart | Staffel | Mixedstaffel | Single-Mixedstaffel |
| Jahr              | Ort               | Einzel | Sprint | Verfolgung | Massenstart | Staffel | Mixedstaffel | Single-Mixedstaffel |
| ----------------- | ----------------- | ------ | ------ | ---------- | ----------- | ------- | ------------ | ------------------- |
| 2007              | Antholz           | 36.    | –      | –          | –           | –       | –            |                     |
| 2008              | Östersund         | 32.    | 16.    | 20.        | 18.         | 2.      | –            |                     |
| 2009              | Pyeongchang       | 26.    | 15.    | 38.        | 16.         | DNF     | 11.          |                     |
| 2011              | Chanty-Mansijsk   | 11.    | 10.    | 23.        | 15.         | DSQ     | –            |                     |
| 2012              | Ruhpolding        | 49.    | 57.    | DNF        | –           | 6.      | –            |                     |
| 2013              | Nové Město        | 3.     | 22.    | 43.        | DNF         | 2.      | –            |                     |
| 2015              | Kontiolahti       | 15.    | 3.     | 19.        | 1.          | 5.      | 11.          |                     |
| 2016              | Oslo              | 44.    | 80.    | –          | 26.         | 5.      | 4.           |                     |
| 2017              | Hochfilzen        | –      | 80.    | –          | –           | –       | –            |                     |
| 2019              | Östersund         | 36.    | 29.    | 38.        | –           | 3.      | –            | –                   |

### Olympische Winterspiele

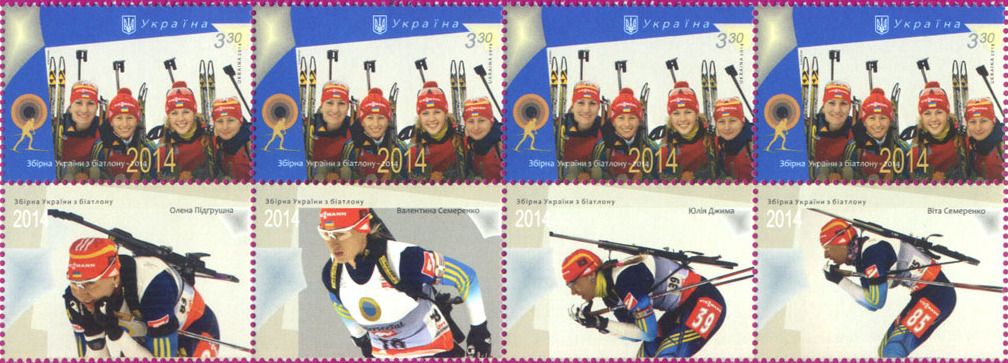
Sondermarke zum Gewinn der Goldmedaille in Sotschi

Ergebnisse bei Olympischen Winterspielen:
| Olympische Winterspiele | Olympische Winterspiele | Einzel | Sprint | Verfolgung | Massenstart | Staffel | Mixedstaffel |
| Jahr                    | Ort                     | Einzel | Sprint | Verfolgung | Massenstart | Staffel | Mixedstaffel |
| ----------------------- | ----------------------- | ------ | ------ | ---------- | ----------- | ------- | ------------ |
| 2006                    | Turin                   | 46.    | –      | –          | –           | –       |              |
| 2010                    | Vancouver               | 13.    | 23.    | 23.        | 19.         | 6.      | –            |
| 2014                    | Sotschi                 | 19.    | 12.    | 5.         | 12.         | 1.      | –            |
| 2018                    | Pyeongchang             | 25.    | 46.    | DNS        | 19.         | –       | –            |